# Dereš (časopis)
Dereš: časopis pre satyru, humor a spoločnosť byl slovenský humoristický časopis, který vycházel v letech 1925 až 1927.

## Historie
Vycházel v Bratislavě dvakrát do měsíce. Odpovědný redaktor byl Emo Bohúň a Gusto Slušný. Jedním z redaktorů byl Jano Drotár, ilustrátorem Ľudovít Fulla.
Časopis tiskla Slovenská Grafia, Kníhtlačiarsky úč. spolok fil. Angermayer a Slov. Grafia úč. spolok.
Začal vycházet v dubnu 1925, zanikl v červenci 1927. V roce 1926 nevycházel od února do prosince.

## Periodicita
- Ročník I – 1925 – 16 čísel
- Ročník II – 1926 – 2 čísla
- Ročník III – 1927 – 12 čísel